# Swahili (taal)

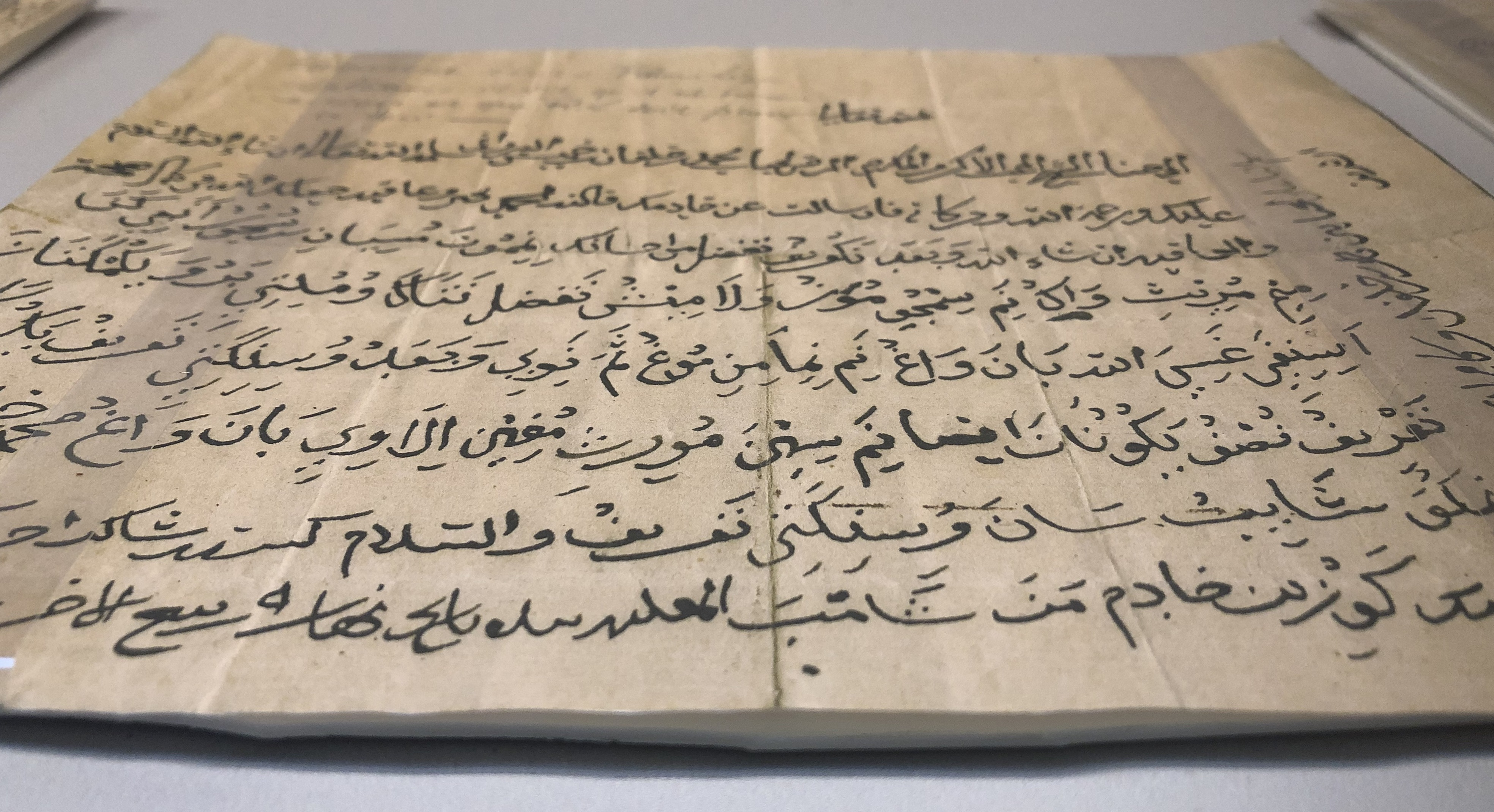
Een Swahili document geschreven in het Arabisch alfabet in het Afrika Museum.

Het Swahili (Swahili: Kiswahili) is een Afrikaanse taal die vooral in Oost-Afrika gesproken wordt door ongeveer 80 miljoen mensen. In Tanzania en Kenia is het Swahili, naast het Engels, een officiële voertaal. Ook in Oeganda, Burundi, Rwanda, het oosten van Congo-Kinshasa en het noorden van Malawi en Mozambique wordt Swahili gesproken.
Swahili is oorspronkelijk de taal van het gelijknamige volk Swahili ('Waswahili'), levend langs de oostkust van Afrika tussen zuidelijk Somalië en noordelijk Mozambique. Er zijn ongeveer 5 miljoen moedertaalsprekers. In het verleden won de taal aan invloed; het werd een lingua franca voor grote delen van Oost-Afrika. De taal wordt door ongeveer 50 miljoen mensen als tweede taal gesproken.
Voor het schrijven van Swahili werd oorspronkelijk het Arabische alfabet gebruikt. Later hebben Duitse en Britse missionarissen een transcriptie gemaakt naar het Latijns alfabet.

## Classificatie en kenmerken
Swahili behoort tot de familie van de Bantoetalen, een grote groep talen die worden gesproken in een groot deel van Afrika bezuiden de Sahara, en sluit ook qua structuur hierbij aan. Meer specifiek behoort het Swahili tot de Sabaki-tak van de Bantoetalen.
Meer dan duizend jaar contact met allerlei verschillende talen en culturen hebben de woordenschat van Swahili behoorlijk beïnvloed, zodat het Swahili nu ook Perzische, Arabische, Portugese, Duitse, en Engelse leenwoorden kent (bijvoorbeeld kitabu 'boek' < Arabisch kitab; mvinyo 'wijn' < Portugees vinho; shule 'school' < Duits Schule; en baisikeli 'fiets' < Engels bicycle). De aard van de leenwoorden weerspiegelt het karakter van de invloed die het Swahili ondervond van de respectievelijke culturen. Van het Arabisch zijn veel woorden geleend die te maken hebben met religie en handel. De Portugese invloed wijst vooral op typische cultuurverschillen; niet alleen het woord voor wijn, maar ook de woorden die gebruikt worden bij kaartspelen zijn bijvoorbeeld van Portugese oorsprong (karata 'kaartspel'), Portugees jogos de cartas. Het Engels heeft vooral woorden bijgedragen, die karakteristiek zijn voor de westerse cultuur sinds de industriële revolutie. Een keep lefti bijvoorbeeld is een rotonde (men rijdt links); deze wordt overigens ook wel pita kushoto (de letterlijke vertaling van 'keep left' in het Swahili) genoemd.
Ondanks deze onmiskenbare invloed zijn de basisstructuren en basiswoordenschat van Swahili nog altijd echt Bantoe. Deze situatie wordt weleens vergeleken met de positie van het Engels, dat uitgebreid geleend heeft van de Romaanse talen (met name het Frans en Latijn), maar desondanks niet beschouwd wordt als een mengtaal.

## Dialecten van het Swahili en talen nauw verwant met het Swahili
Deze lijst is gebaseerd op Nurse, Derek, and Hinnebusch, Thomas J. Swahili and Sabaki: a linguistic history.

### Dialecten van het Swahili
Het moderne Standaardswahili is gebaseerd op "Kiunguja, het dialect gesproken in Zanzibar.
Er zijn talloze dialecten van het Swahili, waarvan sommige onderling niet verstaanbaar zijn. Hieronder volgen er enkele.

#### Oude dialecten
- Chichifundi: dialect van de zuidelijke kust van Kenia
- Chijomvu: subdialect van de streek van Mombasa.
- Chimwiini wordt gesproken door de etnische minderheden in en rondom de stad Barawa, aan de zuidelijke kust van Somalië. De vraag of Chimwiini tot het Swahili behoort of een aparte taal is, lokt verdeling uit binnen elk van de volgende groeperingen: linguïsten gespecialiseerd in Swahili, Chimwiini-sprekers en sprekers van de andere dialecten van het Swahili.
- Kiamu: gesproken in en rond het eiland Lamu (Amu).
- Kibajuni: gesproken door de Bajuni, een etnische minderheid van de Bajuni-eilanden en delen van Zuid-Somalië.
- Kimgao: voorheen gesproken rond het district Kilwa en in het zuiden.
- Kimrima: gesproken rond Pangani, Vanga, Dar es Salaam, Rufiji en het eiland Mafia.
- Kimvita: de voornaamste dialecten van Mombasa (ook bekend als "Mvita", hetgeen "oorlog" betekent, wat verwijst naar de vele oorlogen die erom gevoerd zijn), het andere voorname dialect naast Kiunguja.
- Kimwani: gesproken in de Kerimba-eilanden en in het noordelijke kustgebied van Mozambique.
- Kingare: subdialect van de streek van Mombasa.
- Kingozi: oud dialect, gesproken aan de kust van de Indische Oceaan tussen Lamu en Somalië, soms nog steeds in poëzie. Vaak wordt het beschouwd als de bron van het Swahili.
- Kipate: plaatselijk dialect van het eiland Pate, beschouwd als het meest verwante aan het oorspronkelijke dialect Kingozi.
- Kipemba: plaatselijk dialect van het eiland Pemba.
- Kitikuu, ook "Kigunya" en "Kibajuni" genoemd, gesproken aan de kust en op eilanden aan beide zijden van de grens van Somalië en Kenia en in het noordelijke deel van de archipel Lamu.
- Kitumbatu en Kimakunduchi: de landelijke dialecten van Zanzibar Kimakundichi is een nieuwe naam voor "Kihadimu"; de oude naam betekent "lijfeigene" en wordt gezien als pejoratief.
- Kiunguja: gesproken in Stone Town en omgevingen op Zanzibar. In het grootste deel van het eiland spreekt men andere dialecten.
- Kivumba: dialect van de zuidelijke kust van Kenia.
- Shingazidja: gesproken op Grande Comore, het grootste eiland van de Comoren
- Shinwzani: gesproken op Anjouan, deel van de Comoren
- Shimwali: gesproken op Moheli, deel van de Comoren
- Shimaore: gesproken op Mayotte

#### Historisch recente streektalen
- Kingwana: gesproken in de oostelijke en zuidelijke regio's van Congo-Kinshasa. Wordt soms "Copperbelt Swahili" genoemd, "Koperriemswahili", vooral de versie in het zuiden gesproken.
- Sheng: een creooltaal die Swahili, Engels en etnische talen van in en rond Nairobi vermengt. Het Sheng kent zijn oorsprong in de sloppenwijken van Nairobi, en wordt beschouwd als stijlvol en kosmopolitisch door een groeiend stuk van de bevolking.

## Klim tot regionaal prominente taal
Wetenschappers beschikken niet over voldoende historisch of archeologisch bewijsmateriaal om precies te kunnen vaststellen waar en wanneer de Swahili-taal en de Swahili-cultuur zich vermengden. Niettemin neemt men aan dat de Swahili-moedertaalsprekers hun huidige gebied, dat de Indische Oceaan omarmt, sinds ruim voor 1000 v.Chr. bewonen. Arabische handelaars staan erom bekend verregaand contact te hebben gehad met de kustvolkeren sinds voor de zesde eeuw, en de islam begon zich reeds vanaf de negende eeuw te verspreiden langs de Oost-Afrikaanse kust.
Mensen van Oman en de Perzische Golf hebben de Zanzibar-archipel bezet, waarmee ze bijdroegen aan de verspreiding van de islam en van de Swahili-taal en -cultuur, met voorname culturele centra, zoals in het zuiden Sofala (Mozambique) en Kilwa (Tanzania), in het noorden Mombasa en Lamu in Kenia, Barawa, Merca, Kismayo en Mogadishu (Somalië), en in de Indische Oceaan de Comoren en noordelijk Madagaskar.
Sinds circa 1800 organiseerden de heersers van Zanzibar handelsexpedities naar het binnenste van het vasteland, tot bij de verscheidene meren in de Oost-Afrikaanse rift. Gauw vestigden ze permanente handelsroutes, en Swahili-sprekende kooplui vestigden zich in stopplaatsen op de nieuwe handelsroutes. Voor het grootste deel leidde dit proces niet tot echte kolonisatie. Maar er was wel sprake van kolonisatie ten westen van het Malawimeer, waar nu de provincie Katanga ligt van Congo-Kinshasa, hetgeen een zeer uiteenlopend dialect teweegbracht.
Nadat Duitsland de regio, bekend als Tanganyika (tegenwoordig het vasteland van Tanzania en het later afgesplitste Rwanda en Burundi), bezette voor een kolonie in 1886, namen de Duitsers notie van de wijde (maar niet diepgaande) verspreiding van het Swahili, en ze beslisten gauw het te benoemen tot een officiële administratieve taal, verspreid over de kolonie. De Britten deden dit niet in buurland Kenia, ook al maakten ze wel aanstalten in die richting. Zowel de Britten als de Duitsers waren erop uit om de uitoefening van hun heerschappij te vereenvoudigen, over kolonies waar de bevolkingsgroepen talrijke uiteenlopende talen spraken – om deze reden verkozen en verhieven ze één enkele lokale taal, in de hoop dat de inheemse bevolking deze taal zou accepteren. In deze twee kolonies was het Swahili de enige goede kandidaat.
Tijdens de nasleep van Duitslands vernedering in Wereldoorlog I werd het onteigend van al zijn overzeese gebieden. Tanganyika viel in Britse handen. De Britse overheid werd vastberadener in haar beslissing het Swahili te vestigen als algemene taal voor basisonderwijs, bestuur op laag niveau en voor hun Oost-Afrikaanse kolonies (Oeganda, Tanganyika, Zanzibar en Kenia), in samenwerking met de Britse christelijke missionarisinstellingen die actief waren in deze kolonies. Men besliste dat het Swahili ondergeschikt was aan het Engels: universitair onderwijs, een groot deel van het secundair onderwijs en het bestuur op het hoogste niveau zouden in het Engels gevoerd worden.
Eén stap die van essentieel belang was voor het verspreiden van de Swahili-taal was de schepping van een geschreven standaardtaal. In juni 1928 vond een interterritoriale vergadering plaats in Mombasa, alwaar het dialect van Zanzibar, Kiunguja, werd verkozen als de basis voor het standaardiseren van het Swahili. Het Standaardswahili van vandaag (2024) (ook wel het Kiswahili Sanifu), de versie die als tweede taal geleerd wordt, is voor praktische doeleinden het Zanzibar-Swahili, hoewel er kleine afwijkingen zijn tussen de geschreven standaardtaal en de gesproken taal in Zanzibar.

## Huidige situatie

### Centrum van de Swahili-regio
Vandaag (2001) spreekt zo'n 90 procent van de ongeveer 39 miljoen Tanzanianen Swahili boven op hun eerste taal. De populatie van Kenia is vergelijkbaar, waar een nog groter gedeelte van de bevolking het Swahili machtig is. Het gros van de onderwezen Kenianen is in staat vlot in het Swahili te communiceren, daar de leer van de taal een verplicht onderdeel vormt van het onderwijspakket van het eerste secundair, en een afzonderlijke academische discipline in veel van de private en openbare universiteiten.
De vijf oostelijke provincies van Congo-Kinshasa zijn Swahili-talig. Naar verluidt spreekt bijna de helft van de 66 miljoen Congolezen het, en het begint er zelfs de strijd aan te gaan met het Lingala als de belangrijkste landstaal.
In Oeganda spreken de Baganda gewoonlijk geen Swahili, maar de taal is in gemeenschappelijk gebruik onder de 25 miljoen andere bewoners van het land, en wordt momenteel uitgevoerd in verschillende scholen doorheen het land, in voorbereiding voor de Oost-Afrikaanse Gemeenschap.
Het gebruik van het Swahili in andere landen wordt maar al te vaak overdreven. Het is enkel wijdverspreid in marktsteden, onder terugkerende vluchtelingen, of dicht bij de grenzen van Kenia en Tanzania. Desondanks kan het aantal Swahili-sprekers oplopen tot zo'n 120 tot 150 miljoen mensen. Vele instituten over de wereld hebben het groeiende belang van het Swahili beantwoord. Het is een van de talen die aangewend worden in wereldradiostations zoals de BBC World Service, Voice of America, Deutsche Welle, Voice of Russia, China Radio International, Radio France Internationale, Radio Soedan en Radio South Africa.

### Andere regio's
In Somalië, waar de Afro-Aziatische Somalische taal overheerst, wordt een variant van het Swahili, vaak aangeduid met de term Chimwiini (ook bekend als Chimbalizi), gesproken langs de Benadir-kust bij het Bravanese-volk. Een ander dialect van het Swahili, bekend als Kibajuni, dient ook als de moedertaal van een etnische minderheidsgroep onder de Bajuni, die zowel de kleine Bajuni-eilanden als de zuidelijke Kismayo-regio bevolkt.
In Oman spreken naar schatting 22 000 mensen Swahili. De meesten van hen zijn afstammelingen van de gerepatrieerden na de val van het Sultanaat van Zanzibar.
Het Swahili is een van de officiële talen van de Afrikaanse Unie. Sinds 2018 wordt het als tweede officiële taal onderwezen in Zuid-Afrika.

## Gezegdes in het Swahili

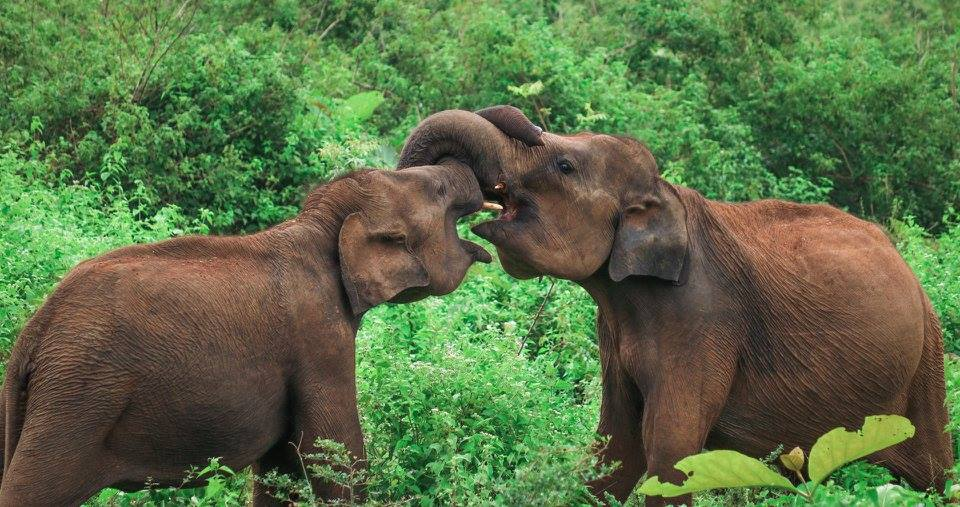
Olifanten stoeien in Udawalawa National Park, Sri Lanka, 2020.

Twee gezegdes met dezelfde strekking van Waar olifanten strijden, wordt het gras vertrapt:

Wapiganapo tembo nyasi huumia

Vechtende olifanten beschadigen het gras.
en

Ndovu wawili wakisongana, ziumiazo ni nyika.

Waar twee olifanten ruzie maken, wordt het grasland beschadigd.